# American Society of Civil Engineers
L’American Society of Civil Engineers, abrégée en ASCE, en français : « Société américaine de génie civil » est une organisation professionnelle d'ingénieurs civils américains. Fondée en 1852, elle mène diverses activités et programmes de soutien à la profession et à son image auprès du public. Elle est la plus ancienne société d'ingénierie des États-Unis. Son siège est à Reston, en Virginie.
Depuis 1964, la société est chargée de désigner les Historic Civil Engineering Landmarks (« Monuments historiques du génie civil ») aux États-Unis et dans le monde. Parmi les sites couronnés par l'ASCE, on note la tour Eiffel à Paris, le Harbour Bridge de Sydney, l’Iron Bridge en Angleterre, Persépolis en Iran ou la statue de la Liberté à New York.

## Monuments du millénaire
La société a convié ses membres, en 1999, à déterminer les dix réalisations de génie civil qui eurent le plus grand impact positif dans la vie au XXe siècle. Ils choisirent de reconnaître les 10 grandes catégories suivantes plutôt que des ouvrages particuliers :
1. Aéroports ;
2. Barrages ;
3. Autoroutes ;
4. Ponts à longue portée ;
5. Chemin de fer ;
6. Décharges et gestion des déchets ;
7. Gratte-ciels ;
8. Traitement des eaux usées ;
9. Eau potable, et la distribution d'eau ;
10. Transport maritime.

### Sept Merveilles du monde moderne
Dans un même effort de reconnaissance d'un équivalent moderne des Sept Merveilles du monde antique, l'ASCE a désigné en 1997 les Sept Merveilles du monde moderne.

## Publications
L'ASCE édite nombre de publications relatives au génie civil, parmi lesquels on peut citer :
- Le Journal of Environmental Engineering qui traite du génie environnemental,
- Le Journal of Hydrologic Engineering publication consacrée au génie hydrologique,
- Le Journal of Water Resources Planning and Management qui concerne la gestion des ressources en eau.

## Récompenses
L'ASCE remet de nombreux prix, récompensant des travaux exceptionnels dans tous les domaines de l'ingénierie civile, dont certains sont basés sur des publications soumises à ses nombreux journaux.

### Prix Wesley W. Horner
Créé en 1968 par la division d'ingénierie sanitaire, ce prix doit son nom à l'ancien président de l'ASCE Wesley W. Horner. Ce prix récompense une publication dans le domaine de l'hydrologie, du drainage urbain et des eaux usées. Une attention particulière est portée aux travaux d'ingénieurs apportant une contribution prépondérante dans le domaine de l'ingénierie environnementale.